# Кирилюк, Александр Дмитриевич
Александр Дмитриевич Кирилюк (10 октября 1916, Николаевка, Бессарабская губерния — не ранее 1985, Флорештский район) — молдавский советский хозяйственный, государственный и политический деятель, Герой Социалистического Труда.

## Биография
Родился в 1916 году в селе Николаевка. Член КПСС с 1953 года.
Участник Великой Отечественной войны, командир отделения военно-строительного отряда. С 1953 года — на хозяйственной, общественной и политической работе. В 1953—1982 гг. — бригадир табаководческой бригады колхоза «Новая жизнь» Флорештского района Молдавской ССР.
Указом Президиума Верховного Совета СССР от 30 апреля 1966 года присвоено звание Героя Социалистического Труда с вручением ордена Ленина и золотой медали «Серп и Молот».
Умер после 1985 года.

## Комментарии
1. ↑  Ныне — во Флорештском районе Молдавии.